# Takuya Aoki
Takuya Aoki (青木 拓矢 Aoki Takuya?), född 16 september 1989 i Gunma prefektur, är en japansk fotbollsspelare.
Aoki började sin karriär 2008 i Omiya Ardija. Han spelade 127 ligamatcher för klubben. 2014 flyttade han till Urawa Reds. Med Urawa Reds vann han AFC Champions League 2017, japanska ligacupen 2016 och japanska cupen 2018.